# ST Возничего
ST Возничего (лат. ST Aurigae) — одиночная переменная звезда в созвездии Возничего на расстоянии (вычисленном из значения параллакса) приблизительно 16934 световых лет (около 5192 парсеков) от Солнца. Видимая звёздная величина звезды — от +17,9m до +9,6m.

## Характеристики
ST Возничего — красная пульсирующая переменная звезда, мирида (M) спектрального класса M. Эффективная температура — около 3336 К.